# Maurice Greene (kompositör)

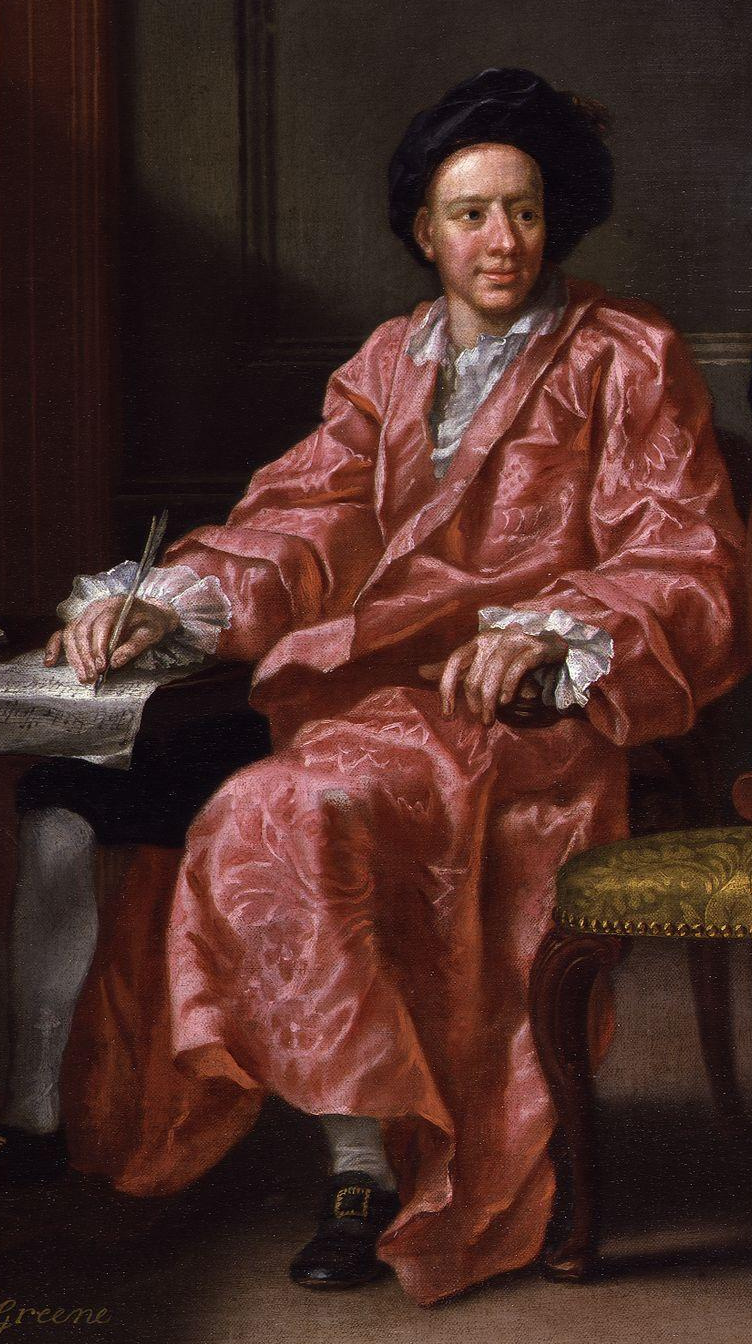
Maurice Greene

Maurice Greene, född 12 augusti 1696 i London, Storbritannien, död 1 december 1755, var en engelsk tonsättare och organist.

## Biografi
Maurice Greene föddes i London och blev körpojke i Sankt Pauls-katedralen under Jeremiah Clarke och Charles King. Han lärde sig spela orgel med Richard Brind och blev efter Brinds död organist i katedralen.
Då William Croft avled 1727 blev Greene organist vid Chapel Royal, och 1730 blev han musikprofessor vid Cambridge University. Han utnämndes till Master of the King's Music 1735. Vid sin död arbetade Greene med sin samling Cathedral Music, vilken hans student och efterträdare av Master of the King's Musick, William Boyce, fick slutföra. Många av dessa musikstycken används än idag inom den anglikanska kyrkan.

## Arbeten (i urval)
- hymnen Hearken Unto Me, Ye Holy Children (1728)
- oratoriet The Song of Deborah and Barak (1732)
- oratoriet Jephta (1737)
- operan Florimel (1734)
- sonettdelar av Edmund Spensers Amoretti (1739)
- en samling hymner 1734, mest kända är Lord, let me know mine end.
- operan Phoebe (färdigställd 1747)